# Volvo C70
De Volvo C70 was een serie niche modellen van de Zweedse autofabrikant Volvo. De eerste generatie was gebaseerd op de Volvo S70 en beschikbaar als coupé en cabriolet. De tweede generatie was gebaseerd op de kleinere Volvo S40 en slechts beschikbaar als een coupé-cabriolet.

## Eerste generatie
De eerste generatie van de Volvo C70 begon als coupé en cabriolet op basis van de Volvo S70 en V70 classic. De cabrio werd in de herfst van 1999 in Europa geïntroduceerd. In Amerika was de cabrio al een jaar eerder verkrijgbaar.
De C70 cabrio heeft een elektrisch stoffen dak, en opent en sluit automatisch binnen een halve minuut. Bij de marktintroductie werd de C70 met 2 Motorvarianten aangeboden: de 2.5T met 142 kW (193 pk) en de 2.3 T5 met 176 kW (240 pk)

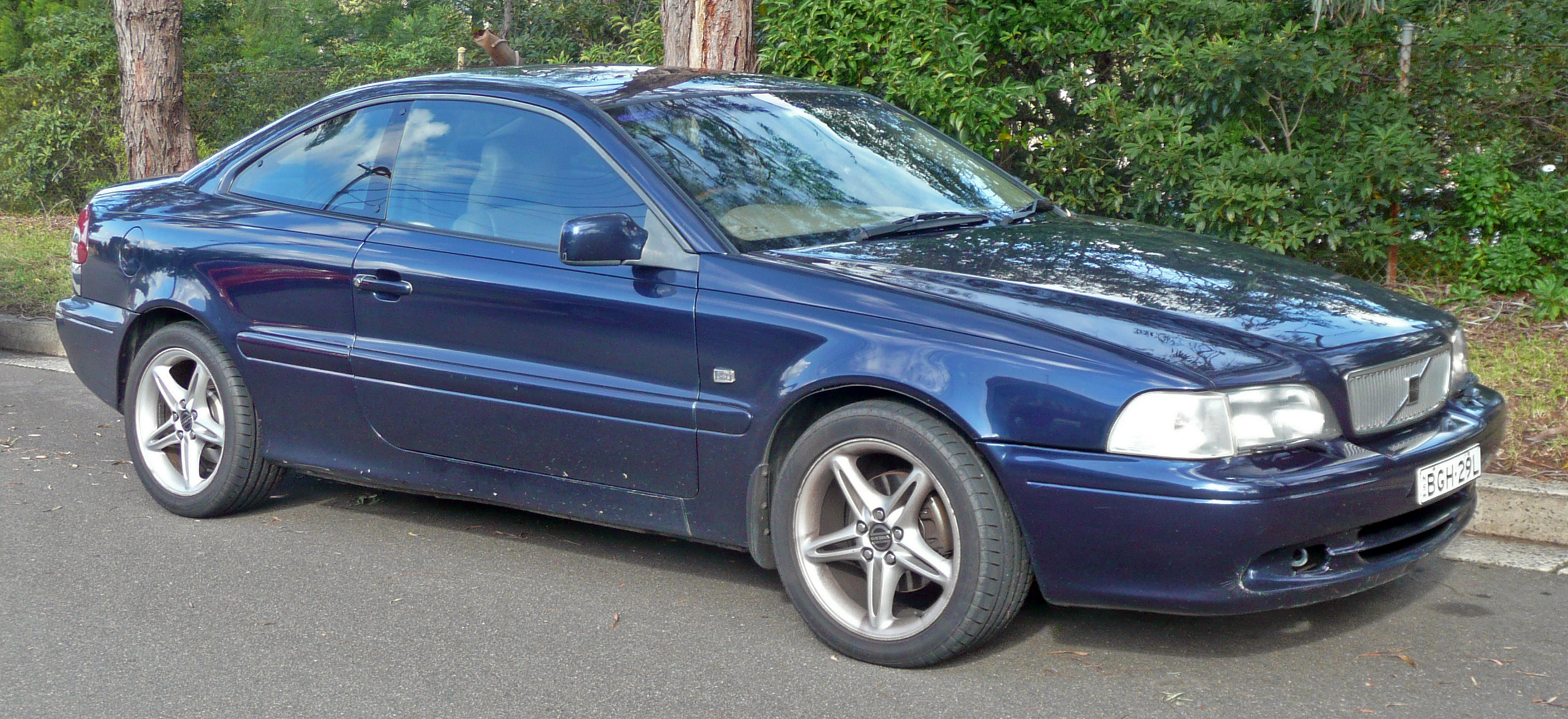
Volvo C70 I coupé, vooraanzicht
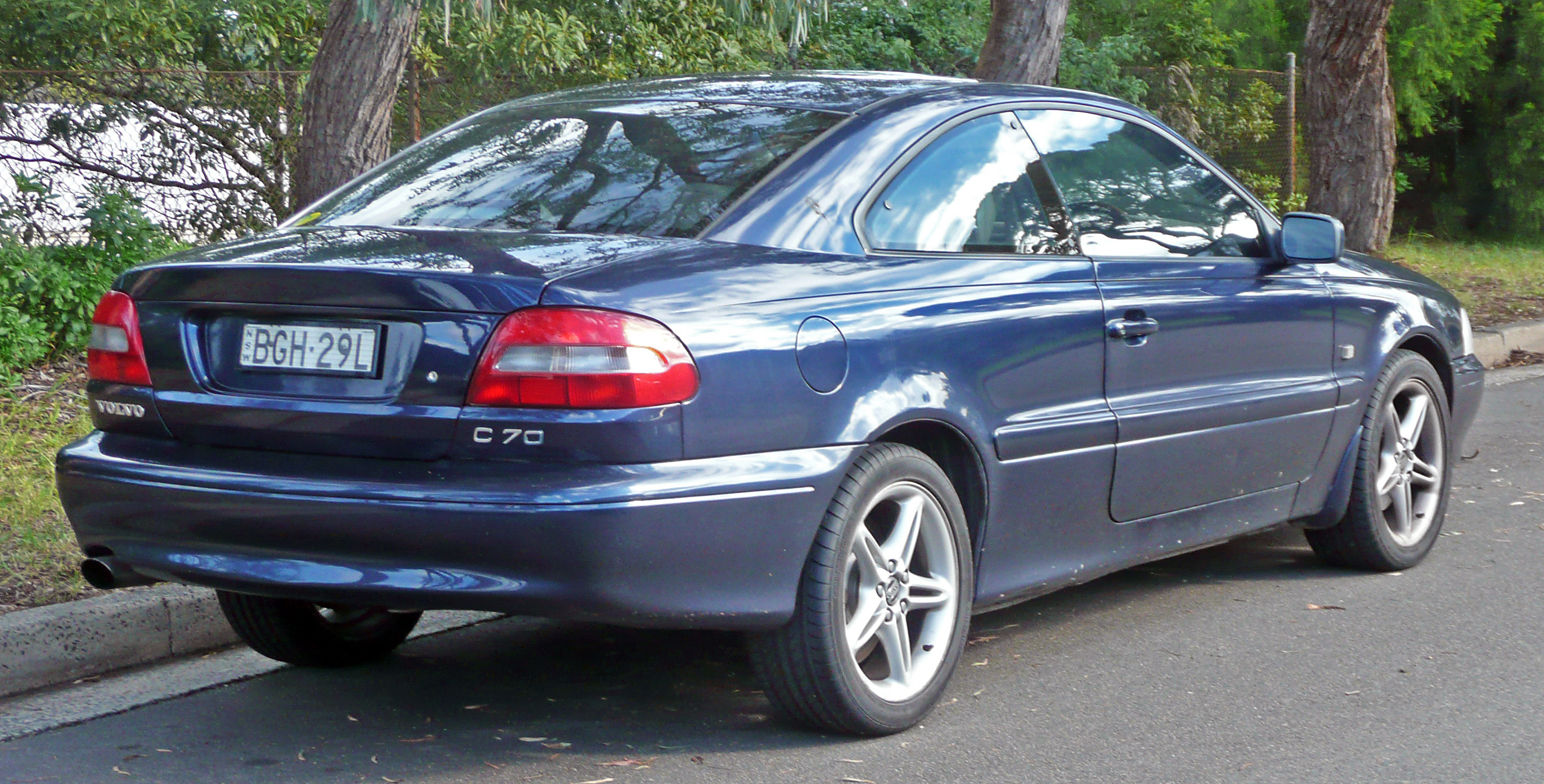
Volvo C70 I coupé, achteraanzicht

### Facelift
In de herfst 2002 kwam de facelift van de C70 uit. Schijnwerpers en de grille voor werden aangepast, evenals de lichtmetalen velgen en kleuren. Het gesloten dak past bij het sportieve uiterlijk. Als het wordt geopend verdwijnt het helemaal in de kofferbak. Met het verschijnen van de facelift werd de productie van de C70 coupé beëindigd.
De T5-5-cilindermotor van de cabrio werd ook aangepast. Hij had nu 180 kW (245 pk) sprint nu binnen 7,5 seconden van 0 naar 100 km/h. De topsnelheid is nu 240 km/h.
Eind 2005 stopte de productie van de eerste generatie C70 Cabrio.

### Motoren
| Model  | Cilinderinhoud | Cilinderaantal | Vermogen kW/pk | Koppel                      |                     |
| Coupé  | Coupé          | Coupé          | Coupé          | Coupé                       | Coupé               |
| ------ | -------------- | -------------- | -------------- | --------------------------- | ------------------- |
| 2.0 T  | 1984 cm³       | 5              | 120/163        | 230 Nm bij 1800–5000 toeren | 1999 tot 2002       |
| 2.4    | 2435 cm³       | 5              | 125/170        | 220 Nm bij 3300 toeren      | 05-1999 tot 12-1999 |
| 2.5 T  | 2435 cm³       | 5              | 142/193        | 270 Nm bij 1800 toeren      | 1997 tot 1999       |
| 2.4 T  | 2435 cm³       | 5              | 142/193        | 270 Nm bij 1600–5000 toeren | 1999 tot 2002       |
| 2.3 T5 | 2319 cm³       | 5              | 176/240        | 330 Nm bij 2700–5100 toeren | 1997 tot 1999       |
| 2.3 T5 | 2319 cm³       | 5              | 176/240        | 330 Nm bij 2400–5100 toeren | 1999 tot 2002       |
| Cabrio |                |                |                |                             |                     |
| 2.0 T  | 1984 cm³       | 5              | 120/163        | 230 Nm bij 1800–5000 toeren | 1999 tot 2005       |
| 2.4 T  | 2435 cm³       | 5              | 142/193        | 270 Nm bij 1600–5000 toeren | 1999 tot 2002       |
| 2.4 T  | 2435 cm³       | 5              | 147/200        | 285 Nm bij 1800-5000 toeren | 2002 tot 2005       |
| 2.3 T5 | 2319 cm³       | 5              | 176/240        | 330 Nm bij 2400–5100 toeren | 1999 tot 2002       |
| 2.3 T5 | 2319 cm³       | 5              | 180/245        | 330 Nm bij 2400–5100 toeren | 2002 tot 2005       |

## Tweede generatie
Eind 2005 werd de tweede generatie C70 geïntroduceerd. Ditmaal geen afzonderlijke cabriolet en coupé meer, maar een zogenaamde coupé-cabriolet. Anders dan men zou verwachten bij de naam C70, is de auto gebaseerd op de Volvo's S40 en V50. De C70 deelt het Ford C1-platform met de Volvo S40 en V50, dat ook gebruikt wordt voor andere modellen van de Ford Motor Company, zoals de Ford Focus en de Mazda 3. Hij had dus alle Volvo-trekjes en was tevens trendsetter voor een nieuw Volvo-kenmerk: de naar voren stekende grille.
De C70 is in samenwerking met de Italiaanse studio Pininfarina ontworpen. De productie vond plaats in de fabriek in het Zweedse Uddevalla. De productie werd voor 60% beheerd door Pininfarina en voor 40% door Volvo.

#### Motoren
| Model                      | 2.4                 | 2.4i                | T5                          | T5                          | 2.0D                                         | D5                                                  |
| -------------------------- | ------------------- | ------------------- | --------------------------- | --------------------------- | -------------------------------------------- | --------------------------------------------------- |
|                            | 12-2005 tot 10-2009 | 12-2005 tot 10-2009 | 12-2005 tot 02-2007         | 02-2007 tot 10-2009         | 09-2007 tot 10-2009                          | 06-2006 tot 10-2009                                 |
| Motortype                  | Benzinemotor        | Benzinemotor        | Benzinemotor met turbolader | Benzinemotor met turbolader | Turbodiesel met common-rail-direktinspuiting | Turbodiesel met common-rail-direktinspuiting        |
| Cilinderaantal             | 5                   | 5                   | 5                           | 5                           | 4                                            | 5                                                   |
| Cilinderinhoud (cm³)       | 2435                | 2435                | 2521                        | 2521                        | 1997                                         | 2400                                                |
| Vermogen kW (pk) bij 1/min | 103 (140)/5000      | 125 (170)/6000      | 162 (220)/5000              | 169 (230)/5000              | 100 (136)/4000                               | 132 (180)/4000                                      |
| Koppel Nm bij 1/min        | 220/4000            | 230/4400            | 320/1500–4800               | 320/1500–5000               | 320/2000                                     | 350/1750–3250 (bis 2008) 400/2000–2750 (sinds 2009) |
| Sprint 0–100 km/h          | 11,0 s (11,8 s)*    | 9,1 s (10,0 s)*     | 7,6 s (8,0 s)*              | 7,6 s (8,0 s)*              | 11 s                                         | 9 s (9,5 s)*                                        |
| Vmax (km/h)                | 205 (200)*          | 220 (215)*          | 240 (235)*                  | 240 (235)*                  | 205                                          | 225 (220)*                                          |
| Verbruik (l/100 km)        | 8,9 (9,6)* Euro 95  | 9,0 (9,6)* Euro 95  | 9,1 (9,8)* Euro 95          | 9,1 (9,8)* Euro 95          | 6,1 Diesel                                   | 6,6 (7,4)* Diesel                                   |
| Leeggewicht (kg)           | 1692 (1715)*        | 1692 (1715)*        | 1711 (1725)*                | 1711 (1725)*                | 1706                                         | 1749 (1759)*                                        |

- Waardes tussen haakjes met automatische transmissie

### Facelift
Op de IAA in 2009 werd de optisch aangepaste C70 geïntroduceerd. Sinds november 2009 is hij verkrijgbaar bij de Volvo handelaar.
Opvallend is naast de nieuwe bumper het grote logo in de grille, dat nu groter geworden is. De achterlichten maken nu gebruik van ledtechnologie. Het interieur blijft nagenoeg onveranderd. Ook de driedelige dakconstructie, die bekendstaat als zeer robuust, blijft onveranderd.

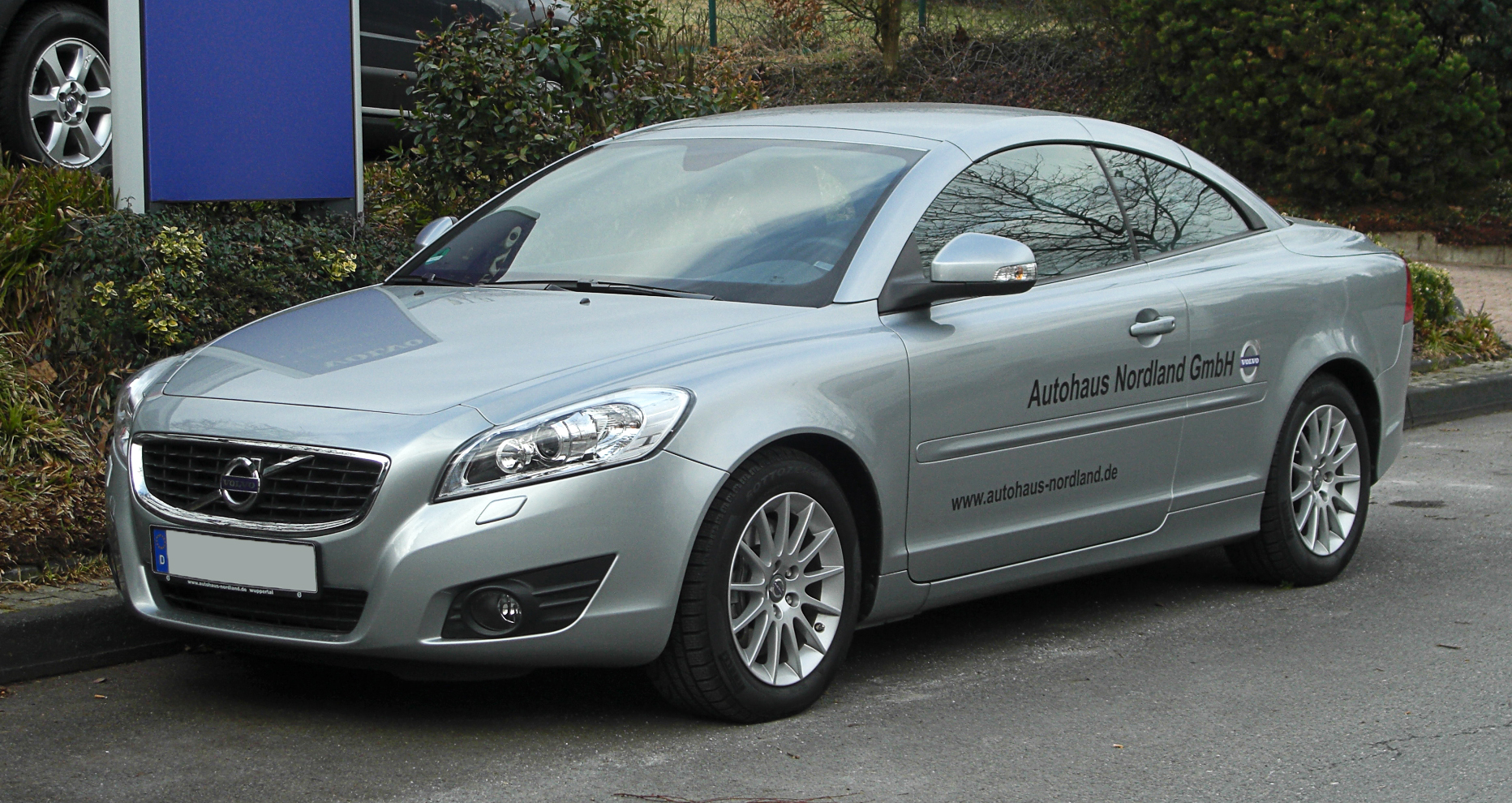
Volvo C70 II facelift, vooraanzicht
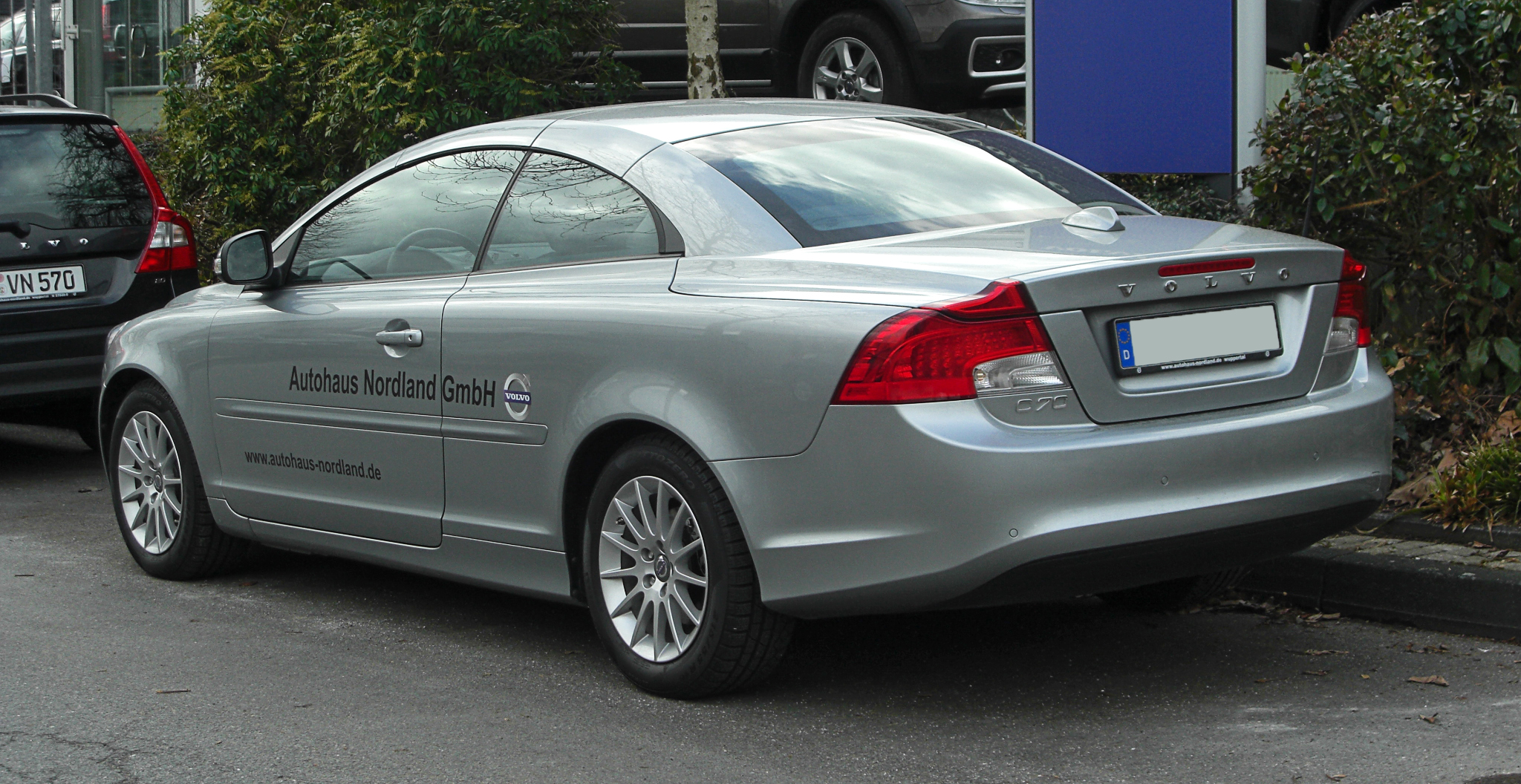
Volvo C70 II facelift, achteraanzicht

#### Motoren
| Model                       | T5                          | D3                                           | D4                                           |
| --------------------------- | --------------------------- | -------------------------------------------- | -------------------------------------------- |
| Motortype                   | Benzinemotor met turbolader | Turbodiesel met common-rail-direktinspuiting | Turbodiesel met common-rail-direktinspuiting |
| Cilinderaantal              | 5                           | 5                                            | 5                                            |
| Cilinderinhoud (cm³)        | 2521                        | 1984                                         | 1984                                         |
| Vermorgen kW (pk) bij 1/min | 169 (230)/5000              | 110 (150)/3500                               | 130 (177)/3500                               |
| Koppel Nm bij 1/min         | 320/1500–5000               | 350/1500–2750                                | 400/1750–2750                                |
| Sprint 0–100 km/h           | (8,0 s)*                    | 10,8 s (10,9 s)*                             | 9,8 s (9,9 s)*                               |
| Vmax (km/h)                 | (235)*                      | 210 (205)*                                   | 220 (215)*                                   |
| Verbruik (l/100 km)         | (9,4)* Euro 95              | 5,6 (6,4)* Diesel                            | 5,6 (6,4)* Diesel                            |
| Leeggewicht (kg)            | 1783                        | 1803                                         | 1803                                         |

- Waardes tussen haakjes met Geartronic automatische transmissie

Huidige modellen:
EC40 · 
EX30 · 
S60-V60 · 
S90-V90 · 
XC40 · 
XC60 · 
XC90 · 
EX90
Modellen geïntroduceerd na 1965:
100-serie · 
164 · 
200-serie · 
262C · 
66 ·
300-serie · 
400-serie ·
480 ·
700-serie · 
850 · 
900-serie · 
C30 · 
C70 · 
S40 · 
S70 · 
S80 · 
V40 ·
V40 Classic ·
V50 · 
V70-XC70
Modellen geïntroduceerd voor 1965:
ÖV4 · 
PV4 · 
PV650-serie ·
TR670-serie ·
PV36 ·
PV800-serie ·
PV50-serie · 
PV444 ·
PV60 ·
Duett ·
P1900 ·
Amazon · 
PV544 ·
P1800
Conceptauto's:
Philip ·
VESC ·
ECC ·
YCC ·
ReCharge ·
Concept You